# Monarga
Monarga (in greco Μοναργά?; in turco Boğaztepe) è un villaggio appartenente de iure al distretto di Famagosta di Cipro. È sotto il controllo de facto di Cipro del Nord, dove fa parte del distretto di Iskele. Prima del 1964 il villaggio era a maggioranza turca.
Nel 2011 Monarga aveva 312 abitanti.

## Geografia fisica
Il villaggio è situato presso il margine sud-occidentale della penisola del Karpas, e più precisamente lungo la baia di Famagosta.

## Origini del nome
L'origine del nome greco non è chiara. Nel 1958, i turco-ciprioti lo chiamarono Deregeçit, che significa "passaggio del fiume". Dal 1975, il villaggio si chiama Boğaztepe, cioè "collina di Boğaz" in turco.

## Società

### Evoluzione demografica
Già nel censimento ottomano del 1831 risultò che nel villaggio vivevano solo sei capifamiglia musulmani. Tuttavia, mentre nel 1891, cioè durante il dominio coloniale britannico, il villaggio aveva ancora 61 abitanti di lingua turca, che venivano chiamati "turchi", la popolazione diminuì continuamente. Nel 1901, c'erano solo 44 abitanti, e dieci anni dopo solo 35, un numero che raggiunse il minimo di 31 nel 1921. In quell'anno vivevano nel villaggio due "greci". Dieci anni dopo, con 35 abitanti, non c'erano più greci, ma nel 1946 c'erano tre ciprioti di lingua greca e 56 di lingua turca. Nel 1960, il villaggio aveva 75 abitanti, 18 dei quali erano considerati "greci", denominazione che a quel tempo includeva anche tutte le altre confessioni cristiane. Durante gli scontri intercomunitari del 1963 e 1964, i circa 60 turchi furono cacciati dal villaggio. Trovarono rifugio a Ovgoros/Ergazi, ma anche ad Altınova/Agios Iakovos e ad Avgolida/Kurtuluş, che erano controllate da unità turche. Nel 1973, solo 22 "greci" furono censiti nel villaggio, ormai quasi disabitato.
Nel luglio 1974, l'aviazione turca bombardò Monarga, che ospitava nella parte bassa del villaggio una piccola base militare dotata di armi antiaereo. Un caccia fu abbattuto e il pilota morì. Il 14 agosto 1974, tutti i greci e una famiglia maronita con due figli fuggirono dal villaggio verso sud per sfuggire all'avanzata delle truppe turche. Intorno al 2010 il loro numero è stato stimato da 20 a 25. Il villaggio si è così spopolato. La casa dei maroniti fu rilevata prima da un alto ufficiale turco, poi da una famiglia turca di Monarga. La maggior parte degli abitanti turchi è gradualmente tornata, ma ora sono una minoranza tra gli abitanti del villaggio, poiché c'è stato un afflusso relativamente grande di immigrati. Nel 1978, c'erano di nuovo 178 abitanti, saliti nel 1996 a 334. Questo numero salì a 444 nei dieci anni successivi. Tra gli immigrati ci sono europei e ricchi turchi del nord dell'isola che hanno investito nel villaggio. Nel 2011, tuttavia, nel villaggio c'erano solo 312 abitanti.